# Спољашњи анални сфинктер
Спољашњи анални сфинктер (лат. sphincter ani externus) јесте анатомска овална цевна структура грађена од скелетних мишићних влакна. Дистално, пријања уз кожу која окружује ивицу ануса.  У стању мировања сфинктер је у стању тоничке контракције.

## Анатомија
Спољашњи анални сфинктер има дужину од 8 до 10 сантиметара, а у његовом најширем делу, наспрам ануса, дебљине је око 2,5 сантиметра.
Попречнопругасти мишић сфинктера је наставак пуборекталног мишића . Мишићни комплекс спољашњег аналног сфинктера подељен је на три слоја:
- поткожни део, који је прстенасти мишић;
- површински део, који је елиптични мишић причвршћен за кокцикс;
- дубоки део, блиско повезан са пуборекталним мишићем.

Мишићна влакна спољашњег аналног сфинктера обавијају доњи део унутрашњег аналног сфинктера. Иако су сфинктери у контакту једни са другима, постоји јасно дефинисана граница између њих.

### Хистологија
Сфинктер се састоји углавном од споро трзајућих влакана која омогућавају продужену континуирану контракцију.

### Инервација
Главни извор инервације спољашњег аналног сфинктера  је пудендални нерв, влакна десног и левог пудендалног плексуса.

## Функција
Мишићи спољашњег аналног сфинктера, као и дно карлице, имају рецепторе за истезање. Здрав одрасли сфинктер је у стању да контролише пролаз столице кроз сфинктер, њену конзистенцију и присуство гасова. 
Ректоанални рефлекс доводи до контракције мишића спољашњег аналног сфинктера. 
Појаву реакције дефекације олакшава нагло повећање интраабдоминалног притиска, као резултат, пораста интраректалног притиска, опуштање унутрашњег сфинктера ануса и вољног опуштања мишића спољашњег сфинктера.

## Галерија
- Анатомија црева
- Анатомија хуманог ануса
- Мишићи мушког перинеума.
- Мишићи женског перинеума.